# Alfred Aetheling
Alfred Aetheling (1005 – Ely, 1036) è stato un nobile inglese.

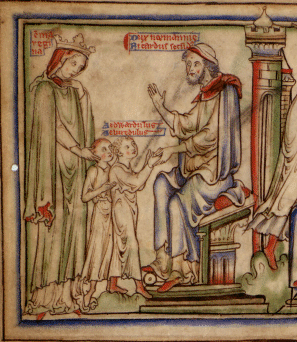
La regina Emma con i figli Edoardo e Alfred al cospetto del fratello Riccardo

Figlio di Etelredo II d'Inghilterra e Emma di Normandia, fuggì nel 1013 dalle truppe di Sweyn I di Danimarca, che avevano invaso l'Inghilterra, e si rifugiò con la madre Emma e il fratello Edoardo, in Normandia, presso la corte dello zio Riccardo II di Normandia.
Nel 1035 tornò in Inghilterra per prendere il trono, ma fu catturato dalle truppe di Godwin del Wessex, che lo consegnò ad Aroldo I, che per rendere nulla la sua pretesa lo accecò.
Alfred morì poco dopo, probabilmente nel 1036, in seguito alle ferite riportate durante la prigionia in Inghilterra.
La Casata del Wessex fu restaurata con l'ascesa del fratello di Alfred, Edoardo, nel 1042. La morte di Alfred fu uno dei motivi principali della sfiducia e del risentimento mostrati da molti membri della società anglosassone, e in particolare da parte dello stesso Edoardo, nei confronti del conte Godwin e dei suoi figli.

## Ascendenza
|                           |                          |                       | Genitori |  |  | Nonni |  |  | Bisnonni                |  |  | Trisnonni          |  |
|                           |                          |                       |          |  |  |       |  |  | Edmondo I d'Inghilterra |  |  | Edoardo il Vecchio |  |
|                           |                          |                       |          |  |  |       |  |  | Edmondo I d'Inghilterra |  |  | Edoardo il Vecchio |  |
|                           |                          | Edgiva di Kent        |          |  |  |       |  |  | Edmondo I d'Inghilterra |  |  |                    |  |
| Edgardo d'Inghilterra     |                          |                       |          |  |  |       |  |  | Edmondo I d'Inghilterra |  |  |                    |  |
|                           |                          | Elgiva di Shaftesbury | …        |  |  |       |  |  |                         |  |  |                    |  |
|                           |                          | Elgiva di Shaftesbury | …        |  |  |       |  |  |                         |  |  |                    |  |
|                           |                          | Elgiva di Shaftesbury | Wynflaed |  |  |       |  |  |                         |  |  |                    |  |
| Etelredo II d'Inghilterra |                          | Elgiva di Shaftesbury |          |  |  |       |  |  |                         |  |  |                    |  |
|                           |                          | Ordgar                | …        |  |  |       |  |  |                         |  |  |                    |  |
|                           |                          | Ordgar                | …        |  |  |       |  |  |                         |  |  |                    |  |
|                           |                          | Ordgar                | …        |  |  |       |  |  |                         |  |  |                    |  |
| Elfrida d'Inghilterra     |                          | Ordgar                |          |  |  |       |  |  |                         |  |  |                    |  |
|                           |                          | …                     | …        |  |  |       |  |  |                         |  |  |                    |  |
|                           |                          | …                     | …        |  |  |       |  |  |                         |  |  |                    |  |
|                           |                          | …                     | …        |  |  |       |  |  |                         |  |  |                    |  |
| Alfred Aetheling          |                          | …                     |          |  |  |       |  |  |                         |  |  |                    |  |
|                           | Guglielmo I di Normandia | Rollone               |          |  |  |       |  |  |                         |  |  |                    |  |
|                           | Guglielmo I di Normandia | Rollone               |          |  |  |       |  |  |                         |  |  |                    |  |
|                           | Guglielmo I di Normandia | Poppa di Bayeux       |          |  |  |       |  |  |                         |  |  |                    |  |
| Riccardo I di Normandia   | Guglielmo I di Normandia |                       |          |  |  |       |  |  |                         |  |  |                    |  |
|                           |                          | Sprota                | …        |  |  |       |  |  |                         |  |  |                    |  |
|                           |                          | Sprota                | …        |  |  |       |  |  |                         |  |  |                    |  |
|                           |                          | Sprota                | …        |  |  |       |  |  |                         |  |  |                    |  |
| Emma di Normandia         |                          | Sprota                |          |  |  |       |  |  |                         |  |  |                    |  |
|                           |                          | …                     | …        |  |  |       |  |  |                         |  |  |                    |  |
|                           |                          | …                     | …        |  |  |       |  |  |                         |  |  |                    |  |
|                           |                          | …                     | …        |  |  |       |  |  |                         |  |  |                    |  |
| Gunnora di Normandia      |                          | …                     |          |  |  |       |  |  |                         |  |  |                    |  |
|                           |                          | …                     | …        |  |  |       |  |  |                         |  |  |                    |  |
|                           |                          | …                     | …        |  |  |       |  |  |                         |  |  |                    |  |
|                           |                          | …                     | …        |  |  |       |  |  |                         |  |  |                    |  |
|                           |                          | …                     |          |  |  |       |  |  |                         |  |  |                    |  |